# Guy Newton Moore
Sir Guy Newton Moore, avstralski general, * 13. januar 1893, † 17. februar 1984.